# 5987 Лівіограттон
5987 Лівіограттон (5987 Liviogratton) — астероїд головного поясу, відкритий 6 червня 1975 року.
Тіссеранів параметр щодо Юпітера — 3,484.